# Natalla Zwierawa
Natalla (Natasza) Marataŭna Zwierawa (biał. Наталля Маратаўна Зверава, ros. Наталья Маратовна Зверева – Natalja Maratowna Zwieriewa; ur. 16 kwietnia 1971 w Mińsku) – białoruska tenisistka, reprezentantka ZSRR i Białorusi w Pucharze Federacji, mistrzyni US Open z 1987 roku w grze pojedynczej dziewcząt, medalistka olimpijska, zwyciężczyni dwudziestu turniejów wielkoszlemowych w grze podwójnej i mieszanej.

## Kariera
Jedna z najbardziej utytułowanych deblistek lat 90., zawodniczka praworęczna dysponująca oburęcznym bekhendem, karierę zawodową rozpoczęła wcześnie – w wieku 15 lat w 1986 osiągnęła pierwszy finał turniejowy (w Little Rock), a status zawodowy przyjęła oficjalnie w marcu 1988. Już w 1987 była klasyfikowana w czołowej dwudziestce na świecie (m.in. dzięki kolejnym finałom turniejowym – ponownie w Little Rock oraz w Chicago, IV rundzie wielkoszlemowego Wimbledonu, pokonaniu dziesiątej zawodniczki na świecie Niemki Kohde-Kilsch), a w czerwcu 1988 osiągnęła swój największy sukces w karierze singlowej – finał French Open. 17-letnia wówczas reprezentantka ZSRR w drodze do końcowego meczu pokonała m.in. wysoko notowane Navrátilovą i Sukovą, w półfinale po ciężkiej walce nierozstawioną Australijkę Nicole Provis (broniąc piłki meczowej), ale w finale żadnych szans nie dała jej Niemka Steffi Graf, pewnie zmierzająca do zdobycia wszystkich lew Wielkiego Szlema; mecz finałowy zakończył się rzadko spotykanym na tym poziomie rezultatem 6:0, 6:0.
Osiągnięcie finału wielkoszlemowego pozwoliło Zwierawej na awans do czołowej dziesiątki rankingu światowego; w dalszej części sezonu była jeszcze w finale w Eastbourne, Montrealu i Massachusetts, odniosła zwycięstwa m.in. nad Navrátilovą i Evert oraz po raz pierwszy zakwalifikowała się do turnieju Masters (WTA Tour Championships); rok 1988 zakończyła na pozycji nr 7 na świecie, a w maju 1989 awansowała nawet na pozycję nr 5 (najwyższą w karierze). Słabsze wyniki w kolejnych meczach sprawiły jednak, że znacznie obsunęła się w rankingu na koniec roku (poza czołową dwudziestkę); w miejscu swojego sukcesu sprzed roku – kortach Rolanda Garrosa – przegrała już w I rundzie z Włoszką Raffaellą Reggi. Niepowodzenie w grze pojedynczej powetowała sobie w deblu, sięgając w tymże turnieju w parze z Łarysą Sawczenko-Neiland po pierwszy triumf wielkoszlemowy.
W 1990 Zwierawa przełamała serię dziewięciu porażek w finałach turniejowych w grze pojedynczej – sezon rozpoczęła od wygranych turniejowych w Brisbane i Sydney; przystępowała do Australian Open jako jedna z faworytek, ale nie potwierdziła dobrej dyspozycji, już w II rundzie wyeliminowana przez mniej znaną Belgijkę Sandrę Wasserman (wygrała natomiast rywalizację w mikście, z Jimem Pughem). W dalszej części była m.in. w ćwierćfinale Wimbledonu, a wśród pokonanych przez nią rywalek znalazły się Zina Garrison (nr 6 na świecie) i Conchita Martínez (nr 9). Po raz drugi wystąpiła także w turnieju Masters. W październiku 1991 po raz pierwszy znalazła się na szczycie rankingu deblistek, po wygraniu w t.r. Wimbledonu i US Open. Wkrótce stworzyła parę deblową z Gigi Fernández; od tego czasu jej występy w grze pojedynczej zostały przyćmione sukcesami deblowymi, chociaż także w singlu pozostawała w szerokiej czołówce światowej.

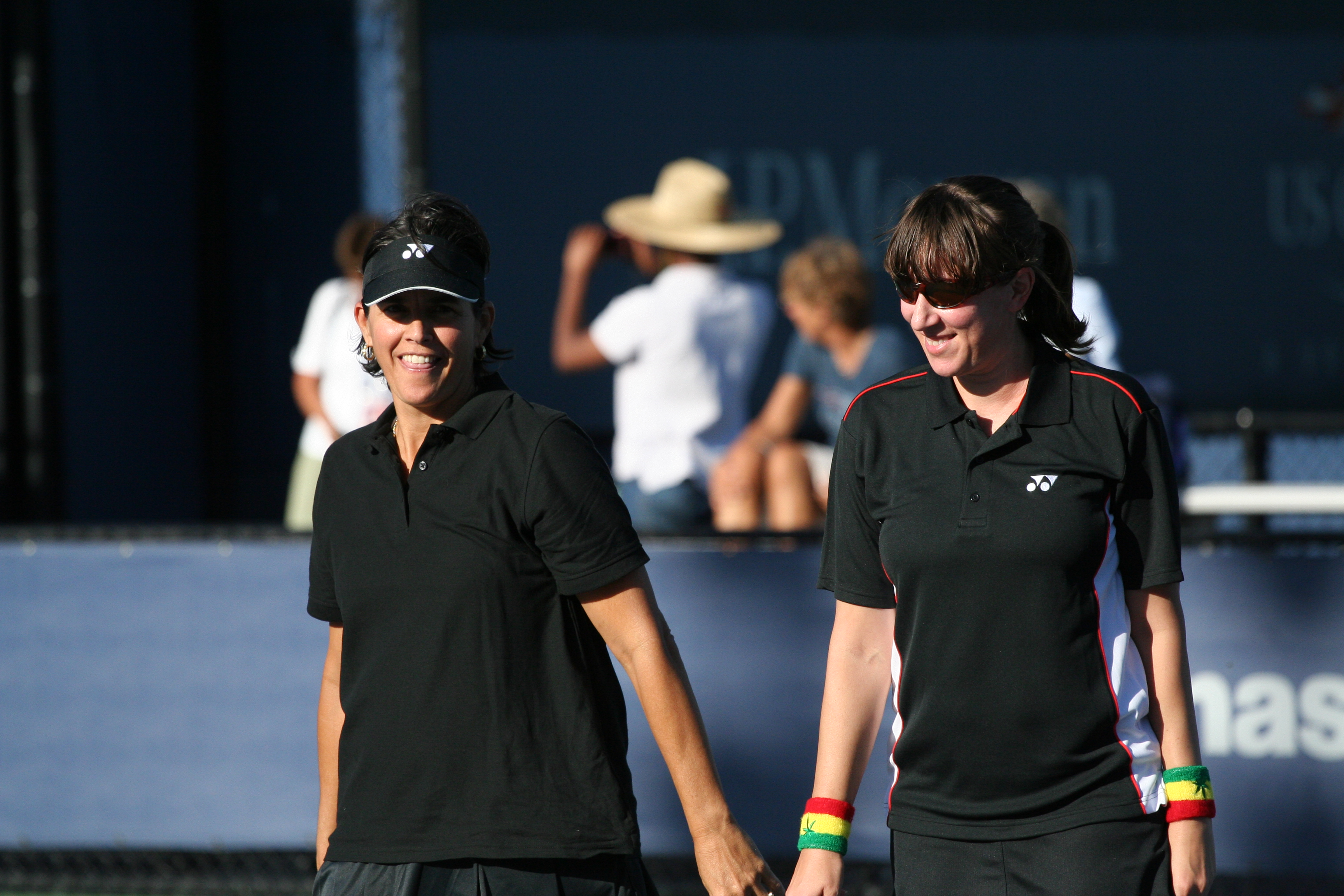
Gigi Fernández i Natasza Zwierawa, US Open 2010

Począwszy od French Open 1992 wygrała wspólnie z Fernández sześć z rzędu turniejów wielkoszlemowych (zdobywając w ten sposób „niekalendarzowego” Wielkiego Szlema). Passa zwycięstw wielkoszlemowych, przerwana w półfinale US Open 1993 przez Sánchez Vicario i Sukovą, znalazła swoją kontynuację w 1994, kiedy Zwierawa z Fernandez wygrały kolejne trzy turnieje, by ponownie nie zdobyć tytułu w US Open, tym razem po półfinałowej porażce z Kateriną Maleewą i Robin White. US Open udało się wygrać białorusko-amerykańskiej parze w 1995; wygrały w t.r. także French Open, a w pozostałych turniejach wielkoszlemowych dochodziły do finału. Ponadto w Australian Open 1995 Zwierawa zdobyła tytuł w grze mieszanej, partnerując Amerykaninowi Rickowi Leachowi.
W sezonie 1996 Zwierawa i Fernández wygrały US Open, jednak znaczną część sezonu Białorusinka była zmuszona pauzować z powodu kontuzji. Miało to wpływ na jej wypadnięcie z czołowej pięćdziesiątki rankingu gry pojedynczej. W 1997 zanotowała efektowny powrót na pozycję liderki klasyfikacji deblistek, wygrywając trzy turnieje wielkoszlemowe (Australian Open z Hingis, French Open i Wimbledon z G. Fernández), co dało jej drugi w karierze „niekalendarzowy” Wielki Szlem w deblu (tym razem z dwiema różnymi partnerkami). Z Fernández była także w finale US Open we wrześniu 1997. W kolejnym sezonie, tworząc parę z Lindsay Davenport, wystąpiła we wszystkich czterech finałach wielkoszlemowych, ale żadnego nie wygrała; z Davenport triumfowała natomiast w Masters deblowym. Ostatni wielkoszlemowy finał zaliczyła w 1999 w Australian Open, ponownie z Davenport, i ponownie przegrany. Po raz kolejny kontuzjowana, była wyłączona z gry przez część sezonu 2000 i cały 2001, a po mniej udanym sezonie 2002 (tylko jeden wygrany turniej, w Madrycie, w parze z Navratilovą) zdecydowała się zakończyć karierę sportową. Swoje występy na korcie w grze podwójnej zamknęła liczbą 80 wygranych turniejów, w tym 18 wielkoszlemowych; czyni to ją piątą zawodniczką w historii tenisa pod względem liczby triumfów w Wielkim Szlemie w konkurencji debla kobiet.
Na omówienie zasługują także występy Nataszy Zwierawej w grze pojedynczej w okresie, kiedy bardziej udzielała się jako deblistka. W ciągu całej kariery wygrała cztery turnieje, ale aż piętnastokrotnie przegrywała w finałach; poza wspomnianymi wyżej wygranymi w 1990 wygrała w 1994 turniej w Chicago (pokonując w finale Chandę Rubin) oraz w 1999 w Eastbourne. W Eastbourne wykazała się niezwykłą odpornością psychiczną i fizyczną – już w półfinale w meczu z reprezentantką RPA Amandą Coetzer obroniła trzy piłki meczowe, by wygrać 6:7, 7:6, 10:8 (po prawie trzech i pół godziny walki), a w finale (który ze względu na warunki atmosferyczne toczył się tego samego dnia co półfinał) pokonała Francuzkę Nathalie Tauziat 0:6, 7:5, 6:3; Tauziat wygrała w meczu finałowym pierwsze dziewięć gemów (prowadziła zatem 6:0, 3:0).
W czołowej dziesiątce singla Zwierawa była klasyfikowana ponownie w kwietniu 1994; w 1995 pokonała Sánchez Vicario w drodze do finału w Indian Wells, odnosząc pierwsze w karierze zwycięstwo nad aktualną liderką rankingu. Była w co najmniej ćwierćfinałach wszystkich turniejów wielkoszlemowych (w 1995 po raz pierwszy dotarła do ćwierćfinału Australian Open). Miała na koncie zwycięstwa nad wieloma mistrzyniami starszego pokolenia, a z młodszych pokonała m.in. Davenport i Venus Williams. W 1998 niespodziewanie dotarła do półfinału Wimbledonu, eliminując po drodze Steffi Graf (jedyne zwycięstwo nad Graf w karierze, po osiemnastu porażkach z rzędu) i Monicę Seles, a przegrywając po dramatycznym meczu z Nathalie Tauziat (1:6, 7:6, 6:3). Obok Ziny Garrison (Wimbledon 1990) jest jedyną zawodniczką, która w jednym turnieju zdołała pokonać i Graf i Seles.
W ciągu wieloletniej kariery reprezentowała barwy narodowe najpierw ZSRR, potem Wspólnoty Niepodległych Państw, wreszcie Białorusi. Miała swój udział w awansie zespołu radzieckiego do finałów Pucharu Federacji w 1988 i 1990, w latach 1993–2002 regularnie broniła w tych rozgrywkach barw Białorusi. Zarówno jako singlistka, jak i deblistka odniosła 59 zwycięstw i poniosła 21 porażek w Pucharze Federacji. Startowała w czterech igrzyskach olimpijskich (Seul 1988, Barcelona 1992, Atlanta 1996, Sydney 2000); w Barcelonie jako reprezentantka Wspólnoty Niepodległych Państw zdobyła w deblu kobiet medal brązowy, w parze z Leilą Meschi, a w Sydney, już w barwach Białorusi, zajęła 4. miejsce (przegrała w parze z Wolhą Barabanszczykawą mecz o brąz z Belgijkami Els Callens i Dominique Van Roost).
Natasza Zwierawa znana była z wielkiej ekspresji na korcie; pamiętny jest taniec w kałużach na korcie w Melbourne, który zainicjowała ku uciesze publiczności, kiedy organizatorzy Australian Open spóźnili się z zamknięciem dachu w czasie ulewy.
W 2010 roku, wraz z jedną ze swoich partnerek deblowych – Gigi Fernández, została przyjęta do Międzynarodowej Tenisowej Galerii Sławy.

## Historia występów wielkoszlemowych
Legenda
     W, wygrany turniej
     F, przegrana w finale
     SF, przegrana w półfinale
     QF, przegrana w ćwierćfinale
     xR, przegrana w x rundzie
     A, brak startu
     NH, turniej się nie odbył

### Występy w grze pojedynczej
| Australian Open        | A  | A  | A  | A  | 2R | 4R | 2R | 3R | 1R | QF | 1R | 3R | 3R | 3R | 2R | A | A  | 0 / 11 | 18 – 11  |  |  |  |  |  |  |  |
| French Open            | A  | 3R | F  | 1R | 4R | 2R | QF | 4R | 4R | 1R | 3R | 4R | 2R | 2R | 4R | A | A  | 0 / 14 | 32 – 14  |  |  |  |  |  |  |  |
| Wimbledon              | A  | 4R | 4R | 3R | QF | 2R | QF | QF | 1R | 3R | 2R | 1R | SF | 2R | 2R | A | 1R | 0 / 15 | 31 – 15  |  |  |  |  |  |  |  |
| US Open                | A  | 3R | 1R | 4R | 2R | 4R | 3R | QF | A  | 4R | 3R | 3R | 2R | 2R | A  | A | A  | 0 / 12 | 24 – 12  |  |  |  |  |  |  |  |
|                        |    |    |    |    |    |    |    |    |    |    |    |    |    |    |    |   |    |        |          |  |  |  |  |  |  |  |
| Ranking na koniec roku | 94 | 19 | 7  | 27 | 12 | 21 | 23 | 19 | 10 | 14 | 57 | 25 | 16 | 27 | 79 | – | –  | 0 / 52 | 105 – 52 |  |  |  |  |  |  |  |

### Występy w grze podwójnej
| Australian Open        | A   | A  | A  | A  | QF | QF | SF | W  | W  | F | QF | W | F | F  | 2R | A | A  | 3 / 11  | 47 – 8   |  |  |  |  |  |  |  |
| French Open            | A   | A  | 3R | W  | F  | F  | W  | W  | W  | W | F  | W | F | QF | 3R | A | 1R | 6 / 14  | 63 – 8   |  |  |  |  |  |  |  |
| Wimbledon              | A   | 1R | F  | F  | SF | W  | W  | W  | W  | F | SF | W | F | SF | SF | A | 2R | 5 / 15  | 66 – 10  |  |  |  |  |  |  |  |
| US Open                | A   | 1R | 2R | QF | SF | W  | W  | SF | SF | W | W  | F | F | 3R | A  | A | 3R | 4 / 14  | 54 – 10  |  |  |  |  |  |  |  |
|                        |     |    |    |    |    |    |    |    |    |   |    |   |   |    |    |   |    |         |          |  |  |  |  |  |  |  |
| Ranking na koniec roku | 111 | 94 | 11 | 6  | 5  | 3  | 2  | 3  | 1  | 4 | 9  | 1 | 1 | 12 | 25 | – | 46 | 18 / 54 | 230 – 36 |  |  |  |  |  |  |  |

### Występy w grze mieszanej
| Australian Open | A | A | A | A  | W  | QF | QF | SF | 1R | W  | A  | A | QF | A | QF | A | A  | 2 / 8  | 21 – 6  |  |  |  |  |  |  |  |  |
| French Open     | A | A | A | A  | A  | A  | QF | QF | 2R | 2R | A  | A | 2R | A | 2R | A | A  | 0 / 6  | 4 – 6   |  |  |  |  |  |  |  |  |
| Wimbledon       | A | A | A | A  | 1R | F  | 3R | SF | A  | 3R | A  | A | A  | A | A  | A | 1R | 0 / 6  | 13 – 6  |  |  |  |  |  |  |  |  |
| US Open         | A | A | A | 2R | F  | 1R | A  | QF | A  | A  | 1R | A | A  | A | A  | A | A  | 0 / 5  | 7 – 5   |  |  |  |  |  |  |  |  |
|                 |   |   |   |    |    |    |    |    |    |    |    |   |    |   |    |   |    |        |         |  |  |  |  |  |  |  |  |
|                 |   |   |   |    |    |    |    |    |    |    |    |   |    |   |    |   |    | 2 / 25 | 45 – 23 |  |  |  |  |  |  |  |  |

## Finały turniejów WTA
| Legenda                   | Legenda |
| ------------------------- | ------- |
| Wielki Szlem              |         |
| Igrzyska olimpijskie      |         |
| WTA Tour Championships    |         |
| WTA Doubles Championships |         |
| 1971 – 1987               |         |
| Virginia Slims Circuit    |         |
| Grand Prix Series         |         |
| Colgate Series            |         |
| 1988 – 2008               |         |
| Kategoria I               |         |
| Kategoria II              |         |
| Kategoria III             |         |
| Kategoria IV              |         |
| Kategoria V               |         |

### Gra pojedyncza 19 (4-15)
| Końcowy wynik | Nr  | Data                 | Turniej      | Nawierzchnia | Przeciwniczka       | Wynik finału     |
| ------------- | --- | -------------------- | ------------ | ------------ | ------------------- | ---------------- |
| Finalistka    | 1.  | 9 listopada 1986     | Little Rock  | Dywanowa     | Kathy Rinaldi       | 4:6, 7:6(7), 0:6 |
| Finalistka    | 2.  | 8 listopada 1987     | Little Rock  | Dywanowa     | Sandra Cecchini     | 6:0, 1:6, 3:6    |
| Finalistka    | 3.  | 15 listopada 1987    | Chicago      | Dywanowa     | Martina Navrátilová | 1:6, 2:6         |
| Finalistka    | 4.  | 4 czerwca 1988       | French Open  | Ceglana      | Steffi Graf         | 0:6, 0:6         |
| Finalistka    | 5.  | 19 czerwca 1988      | Eastbourne   | Trawiasta    | Martina Navrátilová | 2:6, 2:6         |
| Finalistka    | 6.  | 21 sierpnia 1988     | Montreal     | Twarda       | Gabriela Sabatini   | 1:6, 2:6         |
| Finalistka    | 7.  | 6 listopada 1988     | Worcester    | Twarda       | Martina Navrátilová | 7:6(4), 4:6, 3:6 |
| Finalistka    | 8.  | 9 kwietnia 1989      | Hilton Head  | Ceglana      | Steffi Graf         | 1:6, 1:6         |
| Finalistka    | 9.  | 15 października 1989 | Moskwa       | Dywanowa     | Gretchen Magers     | 3:6, 4:6         |
| Zwyciężczyni  | 1.  | 7 stycznia 1990      | Brisbane     | Twarda       | Rachel McQuillan    | 6:4, 6:0         |
| Zwyciężczyni  | 2.  | 14 stycznia 1990     | Sydney       | Twarda       | Barbara Paulus      | 4:6, 6:1, 6:3    |
| Finalistka    | 10. | 23 czerwca 1991      | Birmingham   | Trawiasta    | Martina Navrátilová | 4:6, 6:7(6)      |
| Finalistka    | 11. | 17 października 1993 | Filderstadt  | Dywanowa     | Mary Pierce         | 3:6, 3:6         |
| Zwyciężczyni  | 3.  | 13 lutego 1994       | Chicago      | Dywanowa     | Chanda Rubin        | 6:3, 7:5         |
| Finalistka    | 12. | 20 marca 1994        | Miami        | Twarda       | Steffi Graf         | 6:4, 1:6, 2:6    |
| Finalistka    | 13. | 3 kwietnia 1994      | Hilton Head  | Ceglana      | Conchita Martínez   | 4:6, 0:6         |
| Finalistka    | 14. | 9 października 1994  | Zurych       | Dywanowa     | Magdalena Maleewa   | 5:7, 6:3, 4:6    |
| Finalistka    | 15. | 5 marca 1995         | Indian Wells | Twarda       | Mary Joe Fernández  | 4:6, 3:6         |
| Zwyciężczyni  | 4.  | 19 czerwca 1999      | Eastbourne   | Trawiasta    | Nathalie Tauziat    | 0:6, 7:5, 6:3    |

### Gra mieszana 4 (2-2)
| Końcowy wynik | Nr | Data             | Turniej         | Nawierzchnia | Partner    | Przeciwnicy                      | Wynik finału        |
| ------------- | -- | ---------------- | --------------- | ------------ | ---------- | -------------------------------- | ------------------- |
| Zwyciężczyni  | 1. | 28 stycznia 1990 | Australian Open | Twarda       | Jim Pugh   | Zina Garrison Rick Leach         | 4:6, 6:2, 6:3       |
| Finalistka    | 1. | 9 września 1990  | US Open         | Twarda       | Jim Pugh   | Elizabeth Smylie Todd Woodbridge | 4:6, 2:6            |
| Finalistka    | 2. | 7 lipca 1991     | Wimbledon       | Trawiasta    | Jim Pugh   | Elizabeth Smylie John Fitzgerald | 4:6, 2:6            |
| Zwyciężczyni  | 2. | 29 stycznia 1995 | Australian Open | Twarda       | Rick Leach | Gigi Fernández Cyril Suk         | 7:6(4), 6:7(3), 6:4 |

## Turnieje rangi ITF
| turnieje z pulą nagród 100 000 $ |
| turnieje z pulą nagród 75 000 $  |
| turnieje z pulą nagród 50 000 $  |
| turnieje z pulą nagród 25 000 $  |
| turnieje z pulą nagród 15 000 $  |
| turnieje z pulą nagród 10 000 $  |

### Gra pojedyncza 4 (3-1)
| Rezultat     | Data       | Turniej     | ($)    | Naw.      | Przeciwniczka   | Wynik         |
| Finalistka   | 04/05/1986 | Sutton      | 10 000 | Trawiasta | Cecilia Dahlman | 2:6, 6:3, 0:6 |
| Zwyciężczyni | 11/05/1986 | Bournemouth | 10 000 | Trawiasta | Kumiko Okamoto  | 6:2, 4:6, 7:5 |
| Zwyciężczyni | 05/10/1986 | Bethesda    | 25 000 | Twarda    | Stacey Martin   | 6:3, 6:3      |
| Zwyciężczyni | 03/05/1987 | Tarent      | 25 000 | Ceglana   | Regina Kordová  | 7:6, 4:6, 6:3 |

### Gra podwójna 4 (3-1)
| Rezultat     | Data       | Turniej     | ($)    | Naw.      | Partnerka            | Przeciwniczki                     | Wynik         |
| Finalistka   | 19/01/1986 | El Paso     | 10 000 | Twarda    | Wiktoria Milvidskaya | Cammy Macgregor Cynthia Macgregor | 4:6, 6:3, 6:4 |
| Zwyciężczyni | 11/05/1986 | Bournemouth | 10 000 | Trawiasta | Natalija Egorowa     | Regina Kordová Petra Tesarová     | 6:1, 6:2      |
| Zwyciężczyni | 05/10/1986 | Bethesda    | 25 000 | Twarda    | Leila Meschi         | Jane Forman Jennifer Goodling     | 6:3, 6:1      |
| Zwyciężczyni | 03/05/1987 | Tarent      | 25 000 | Ceglana   | Leila Meschi         | Simone Schilder Clare Wood        | 6:3, 6:2      |

## Występy w igrzyskach olimpijskich

### Gra pojedyncza
| Runda                                                                       | Przeciwniczka                             | Wynik         |  |
| --------------------------------------------------------------------------- | ----------------------------------------- | ------------- |  |
|                                                                             |                                           |               |  |
| Letnie Igrzyska Olimpijskie w Seulu 1988, reprezentując państwo ZSRR [6]    |                                           |               |  |
| I runda                                                                     | wolny los                                 |               |  |
| II runda                                                                    | Australia: Anne Minter                    | 6:4, 3:6, 6:1 |  |
| III runda                                                                   | Dania: Tine Scheuer-Larsen                | 6:1, 6:2      |  |
| ćwierćfinał                                                                 | Argentyna: Gabriela Sabatini [3]          | 4:6, 3:6      |  |
|                                                                             |                                           |               |  |
| Letnie Igrzyska Olimpijskie w Barcelonie 1992, reprezentując państwo WNP    |                                           |               |  |
| I runda                                                                     | Czechosłowacja: Jana Novotná [9]          | 6:1, 6:0      |  |
| II runda                                                                    | Wielka Brytania: Samantha Smith           | 6:1, 6:2      |  |
| III runda                                                                   | Stany Zjednoczone: Mary Joe Fernández [4] | 6:7(9), 1:6   |  |
|                                                                             |                                           |               |  |
| Letnie Igrzyska Olimpijskie w Atlancie 1996, reprezentując państwo Białoruś |                                           |               |  |
| I runda                                                                     | Belgia: Sabine Appelmans                  | 7:5, 6:3      |  |
| II runda                                                                    | Południowa Afryka: Amanda Coetzer [14]    | 6:1, 4:6, 6:2 |  |
| III runda                                                                   | Hiszpania: Conchita Martínez [2]          | 2:6, 5:7      |  |
|                                                                             |                                           |               |  |
| Letnie Igrzyska Olimpijskie w Sydney 2000, reprezentując państwo Białoruś   |                                           |               |  |
| I runda                                                                     | Argentyna: María Emilia Salerni [WC]      | 3:6, 6:4, 2:6 |  |

### Gra podwójna
| Runda                                                                       | Partnerka              | Przeciwniczki                                             | Wynik         |
| --------------------------------------------------------------------------- | ---------------------- | --------------------------------------------------------- | ------------- |
|                                                                             |                        |                                                           |               |
| Letnie Igrzyska Olimpijskie w Seulu, 1988, reprezentując państwo ZSRR       |                        |                                                           |               |
| I runda                                                                     | Łarysa Sawczenko [4]   | Meksyk: Xóchitl Escobedo, Claudia Hernández               | 6:2, 6:1      |
| ćwierćfinał                                                                 | Łarysa Sawczenko [4]   | Australia: Elizabeth Smylie, Wendy Turnbull               | 3:6, 2:6      |
|                                                                             |                        |                                                           |               |
| Letnie Igrzyska Olimpijskie w Barcelonie 1992, reprezentując państwo WNP    |                        |                                                           |               |
| I runda                                                                     | Leila Meschi [4]       | Bułgaria: Katerina Maleewa, Magdalena Maleewa             | walkower      |
| II runda                                                                    | Leila Meschi [4]       | Austria: Petra Schwarz, Judith Wiesner                    | 6:1, 6:1      |
| ćwierćfinał                                                                 | Leila Meschi [4]       | Argentyna: Mercedes Paz, Patricia Tarabini [7]            | 6:2, 6:3      |
| półfinał                                                                    | Leila Meschi [4]       | Stany Zjednoczone: Gigi Fernández, Mary Joe Fernández [2] | 4:6, 5:7      |
|                                                                             |                        |                                                           |               |
| Letnie Igrzyska Olimpijskie w Atlancie 1996, reprezentując państwo Białoruś |                        |                                                           |               |
| I runda                                                                     | Wolha Barabanszczykawa | Brazylia: Miriam d’Agostini, Vanessa Menga                | 6:2, 6:3      |
| II runda                                                                    | Wolha Barabanszczykawa | Kanada: Jill Hetherington, Patricia Hy-Boulais            | 6:2, 4:6, 1:6 |
|                                                                             |                        |                                                           |               |
| Letnie Igrzyska Olimpijskie w Sydney 2000, reprezentując państwo Białoruś   |                        |                                                           |               |
| I runda                                                                     | Wolha Barabanszczykawa | Austria: Barbara Schett, Patricia Wartusch                | 6:2, 6:2      |
| II runda                                                                    | Wolha Barabanszczykawa | Hiszpania: Conchita Martínez, Arantxa Sánchez Vicario [2] | 6:4, 7:5      |
| ćwierćfinał                                                                 | Wolha Barabanszczykawa | Węgry: Petra Mandula, Katalin Marosi                      | 6:3, 7:5      |
| półfinał                                                                    | Wolha Barabanszczykawa | Holandia: Kristie Boogert, Miriam Oremans                 | 3:6, 2:6      |
| o brązowy medal                                                             | Wolha Barabanszczykawa | Belgia: Els Callens, Dominique Van Roost [5]              | 6:4, 4:6, 1:6 |

## Finały juniorskich turniejów wielkoszlemowych

### Gra pojedyncza (3)
| Końcowy wynik | Rok  | Turniej   | Nawierzchnia | Przeciwniczka | Wynik finału  |
| Zwyciężczyni  | 1986 | Wimbledon | Trawiasta    | Leila Meschi  | 2:6, 6:2, 9:7 |
| Zwyciężczyni  | 1987 | Wimbledon | Trawiasta    | Julie Halard  | 6:4, 6:4      |
| Zwyciężczyni  | 1987 | US Open   | Twarda       | Sandra Birch  | 6:0, 6:3      |

### Gra podwójna (3)
| Końcowy wynik | Rok  | Turniej     | Nawierzchnia | Partnerka           | Przeciwniczki                  | Wynik finału        |
| Finalistka    | 1986 | Wimbledon   | Trawiasta    | Leila Meschi        | Michelle Jaggard Lisa O’Neill  | 6:7(3), 7:6(4), 4:6 |
| Zwyciężczyni  | 1987 | French Open | Ceglana      | Natalija Medwediewa | Michelle Jaggard Nicole Provis | 6:3, 6:3            |
| Zwyciężczyni  | 1987 | Wimbledon   | Trawiasta    | Natalija Medwediewa | Kim Il-soon Paulette Moreno    | 6:2, 5:7, 6:0       |